# Inaco Biancalana
Inaco Biancalana (Viareggio, 24 settembre 1912 – Viareggio, 14 aprile 1991) è stato uno scultore italiano.
Attivo a Viareggio, ha realizzato numerose opere di scultura, grafica e ritrattistica.

## Biografia

### La giovinezza e la formazione
Poiché Inaco dimostrava scarsa volontà nello studio, la famiglia lo mise a bottega da un barbiere, ma fin dalla fanciullezza preferì il disegno, la musica e la compagnia al lavoro. Certamente non amava il mestiere intrapreso, ma i familiari sapevano che, soprattutto a Viareggio, non era consigliabile vivere esclusivamente d'arte, come aveva già sperimentato il maestro Lorenzo Viani.

#### L'incontro con Livia
Un avvenimento che sconvolse la vita di Inaco fu l'incontro con la moglie Livia.
Livia era la figlia di un maestro d’ascia molto noto a Viareggio, detto il Morino, che Inaco ritrasse in una delle sue opere. Inaco e Livia si sposarono nei primi mesi del 1939 e per vivere potevano contare soltanto sul talento dell'artista.

### Il periodo bellico
Durante il periodo bellico Inaco e Livia ebbero i loro tre figli: Giuseppe, Leandro e Clara. In quegli anni per Inaco e la sua famiglia era stato molto difficile sopravvivere visto che durante la guerra cercarono rifugio sui monti circostanti ed un'enorme problematicità si riscontrava anche nel recuperare la materia prima utile allo scultore, cioè il legno. Basta pensare che Inaco realizzò una Fuga in Egitto adoperando un tagliere al quale rimosse il manico per rendere regolare la tavola e nascondere la sua origine.
Infatti i materiali da lui impiegati per i suoi lavori erano prevalentemente poveri: per il disegno usava il carboncino su cartone, mentre per la scultura utilizzava il legno e spesso materiali di recupero. Quando impiegava il bronzo, l'ebano o l'avorio era sempre per attività lavorative commissionate e la materia prima veniva fornita dai richiedenti.
Dopo la Liberazione, la famiglia Biancalana rientrò in città. Andarono ad abitare nella casa di un importante attore tragico dell'epoca, Ermete Zacconi, situata vicino al Canale Burlamacca, presso il Molo.

### I successi iniziali
Le prime opere di Inaco Biancalana vennero acquistate da concittadini, più o meno noti, professionisti, artisti e molti lavori compiuti sono ancora oggi situati in ristoranti e locali di alta classe della Versilia.
Al 1940 risale la sua prima esposizione al “Principe di Piemonte”di Viareggio, grazie anche alla collaborazione e alla compartecipazione di Giulia Viani, moglie di Lorenzo Viani.
Nel 1941 il giovane onorevole Pieraccini, futuro ministro ai lavori pubblici, gli ordinò alcuni pannelli in bassorilievo raffiguranti le Quattro stagioni ed un Cristo in noce di consistenti dimensioni.
Nel 1942 Inaco, come segno evidente di celebrazione e riconoscenza, scolpì una testa di Lorenzo Viani, che Giulia ritenne essere l'opera che meglio rappresentava il marito rispetto alle altre, poiché possiede un'enorme arguzia ed espressività visiva. Sempre nel 1942 vinse il concorso pubblico per l'esecuzione del busto di Giuseppe Tabarracci , da collocarsi nell'ingresso dell'Ospedale di Viareggio. E'la prima opera di carattere pubblico e con ciò si spiega l'utilizzo di un materiale pregiato come il bronzo. La superficie, nelle altre opere quasi sempre lavorata, in questo caso è molto levigata per conformare il medico come una figura angelica.

### La prima mostra a Roma
Nel 1945 ebbe il merito di allestire una sua mostra a Roma. Inaco conobbe personalità come il tenore Beniamino Gigli, il quale comprò molti suoi legni, tra cui un bassorilievo di apprezzabili dimensioni raffigurante la Fuga in Egitto, ed ebbe parole di elogio per l'artista.
In una foto con dedica, conservata presso lo studio dove Inaco lavorava, il tenore reputava lo scultore viareggino “un artista poco pagato per la grande maestria che offre”.
Visitarono la mostra anche il ministro Gasparotto e il maestro di musica in Vaticano Leone Santarelli, il quale dichiarò “questo Artista sarebbe degno di restaurare le opere lignee dell'Abazia di Montecassino”. In tale periodo Inaco Biancalana strinse amicizia anche con Tito Gobbi. Quest'ultimo acquistò da Inaco il Rigoletto, una scultura in legno di 95 cm dove si nota un originale rappresentazione del buffone di corte (dell'opera famosa di Giuseppe Verdi), attraverso i costumi dell'epoca e i precisi accorgimenti offerti dall'artista che ne ritrae in qualche modo anche una sorta di drammaticità.

#### Gli anni di massima notorietà
Sempre nel 1945 venne offerto dal Comune di Viareggio un ritratto in legno di Inaco al Comandante in Capo dell'Armata americana.
Inaco oltre alla scultura ed alla pittura aveva la passione nel recuperare oggetti vari di cui la gente facilmente si disfaceva:
la sua sfida consisteva nel rimetterli insieme e farli funzionare, tanto che talvolta dimenticava quel lavoro d'artista che procurava da mangiare alla sua famiglia.
Quando la casa lungo il Canale venne venduta, furono costretti a trasferirsi in un'abitazione popolare in Darsena, presso lo stadio e la circostante pineta. Qui Biancalana creò il suo primo studio, situato nel seminterrato, e lì lavorava ininterrottamente nel buio e nell'umidità.
Nel 1948 accogliendo la richiesta della moglie di Viani, partecipò con alcuni dei suoi lavori alla mostra postuma del suo amico.
Solo verso il 1960, per volere del Senatore Giorgetti e grazie all'interessamento del Sindaco Petri, Inaco Biancalana riuscì ad avere in affitto dall'Intendenza di Finanza un locale presso un vecchio edificio, oggi ancora esistente, che all'epoca era sede di un poligono militare(totalmente dismesso).
Dimostrandosi molto affezionato a Viareggio ed alla sua famiglia, rifiutò molte offerte importanti pervenute dall'America, da Helsinki e l'incarico per il restauro dell'Abbazia di Montecassino. Tuttavia diversi quotidiani dell'epoca, come “Il Tirreno”,”Il Giornale del Mattino” e “La Nazione” dedicarono allo scultore numerosi e ampi articoli anche in cronaca nazionale, citando le sue capacità.
In tale periodo un busto di Stalin venne acquistato dall'Ambasciata sovietica a Roma, mentre quelli di Roosevelt e Churchill da alcuni privati.
Nel giugno 1965 Inaco riscontrò un enorme successo in una mostra tenuta a Milano al Teatro Manzoni, dove ottenne il primo premio con l'esposizione di un Cristo, ispirato al film di Pier Paolo Pasolini “Il Vangelo secondo Matteo”.
Di grande interesse per l'artista fu anche l'incontro che ebbe nel 1967 con il regista statunitense John Huston, il quale fece apprezzare lo scultore persino in America, attraverso molteplici opere da lui acquistate.

### La morte della moglie e del figlio Leandro
Negli anni Ottanta due tragici avvenimenti sconvolsero profondamente la vita di Inaco Biancalana: la morte prematura del figlio Leandro, nel 1981 con l'esplosione di un panfilo, e pochi anni dopo, nel 1984, quella di sua moglie Livia. Inaco Biancalana continuò comunque il suo lavoro con grande tenacia e costanza. In questo momento di sconforto, lo aiutò un più intenso attaccamento alla fede cattolica e alla speranza ultraterrena.

### Gli ultimi anni
Negli anni Ottanta Inaco godeva ormai di una certa notorietà. Nel 1981, i Soci del Lions Club della Versilia offrirono una statua in legno di Biancalana, che rappresentava una tipica personalità viareggina, al Presidente della Repubblica Sandro Pertini, il quale apprezzò molto le capacità dell'artista.
Nel 1985 gli venne dedicata una mostra antologica al museo di Villa Paolina a Viareggio.
Inaco Biancalana morì il 14 aprile del 1991 all'età di 79 anni.

### Riconoscimenti postumi
L'Amministrazione Comunale di Viareggio nel 1992, un anno dopo la morte, fece deporre una lapide ricordo sulla facciata dello studio di Biancalana. In seguito accanto alla lapide, fu collocato un busto bronzeo di Inaco, opera dello scultore Renato Gragnani.
Nel decennale della scomparsa di Inaco, il Comune di Viareggio gli dedicò una mostra al Centro Congressi Principe di Piemonte a Viareggio, dove furono esibiti molti suoi lavori, con il Patrocinio del Ministero per i Beni e le Attività Culturali della Provincia di Lucca.
Una scultura di Inaco raffigurante la testa di un Lupo di mare è stata donata di recente al Museo della Marineria di Viareggio.

## Stile
Nelle sue opere le figure sembrano “intimorire” gli osservatori attraverso i loro precisi lineamenti e le particolari forme. Ermete Zacconi in una lettera autografa, conservata presso lo studio di Inaco, lo identificava come “un'anima d'artista alata sincera e profonda che appare come schiva e timorosa di spiccare il volo verso quella gloria alla quale Dio lo ha eletto”.
Spesso si affianca il nome di Inaco a quello di Lorenzo Viani, sia per la stessa connotazione territoriale che per lo stile, ovvero la forza di rappresentare i perdenti della vita. In qualche modo Inaco voleva far riflettere anche sugli esseri umani più umili, coloro che riescono a reggere le numerose negatività della realtà.
Nelle opere dell'artista prevalgono l'amore e l'enorme attaccamento per la sua terra, il suo mare, la sua famiglia e gli uomini che ha raffigurato.
In molti temi rappresentati si notano senso di movimento e a volte di fatica per il lavoro.

### Richiami artistici
L'arte scultorea di Biancalana non è condizionata da regole prestabilite. Innanzitutto Inaco si definiva un autodidatta, ma molti elementi fanno pensare a differenti correnti artistiche che lo hanno coinvolto e in qualche modo influenzato: l'espressionismo tedesco, la tradizione toscana, l'arte del suo conterraneo Viani e l'arte popolare. Il movimento tedesco è percepibile attraverso elementi particolari, come in alcune Crocifissioni o certe Pietà che si distaccano dalle immagini sacre tradizionali e assumono forme brutali e irregolari nella forte capacità d'espressione dell'arte. La rappresentazione e la questione ricorrente dei personaggi dell'ambiente popolare, i più sfortunati e miseri, richiamano forti attrazioni al modello vianesco.
L'arte popolare si rispecchia in lavori di Inaco di esecuzione immediata: l'obiettivo basilare è la commozione. È come se il personaggio ritratto, fino ad allora non considerato o quasi come se trascurato dalla società, trovasse finalmente notorietà e si ponesse al centro di talune considerazioni.
I volti e i gesti che Inaco Biancalana vedeva ogni giorno per strada, diventavano spunto per i suoi lavori.
Inaco fu un interprete della gente di Viareggio nel ritrarre i pescatori, i navigatori e le loro famiglie.

### Studi stilistici
Una caratterizzazione dello stile di Inaco Biancalana sono le linee espressive poiché risultano essere sempre dinamiche, mai statiche, definite da Inaco stesso “tagliate rettilinee”. All'interno delle sue opere è sempre presente una sorta di contrasto tra le linee curve e quelle rette per sottolineare i soggetti e gli sforzi del suo lavoro.
In alcuni bassorilievi, come Marinai all’argano e La sciabica, si può analizzare la presenza di direttrici poste con una tecnica nota come “Croce di S. Andrea”, per accentuare il dinamismo dei protagonisti.

## Ritratti
La maggior parte dei ritratti dell'artista viareggino sono stati effettuati con il metodo carboncino su cartone.
Tra i disegni di Inaco Biancalana, molti lavori ritraggono un momento particolare della vita umana, la Maternità.
In altri disegni vengono rappresentati volti di vecchi marinai intenti a fumare la pipa, colti nei loro momenti di riflessione, o durante l'ora del riposo.
Un altro ritratto di Inaco è Il pazzo, nel quale è colta l'espressione di una persona fuori di sé: gli occhi spalancati, sembianze da brivido e una mano tesa che afferra il collo.
Un dipinto diverso dalle altre opere di Inaco è La zingara, poiché è rappresentato con il metodo olio su tela. È una delle rare prove di pittura che offre Biancalana e costituisce una inconsueta maternità, un ratto compiuto dalla donna, nel momento in cui stringe tra le mani, in un modo prepotente, un bambino.
L’amante è un disegno su compensato (di dimensioni 180*120 cm) composto di due fronte lato. La prima facciata raffigura le forme di una giovane fanciulla, dall'aspetto più angelico che umano. Il nudo femminile possiede un'anatomia poco regolare, non marcata nei tratti. Dall'altro lato sono illustrati un uomo ed una donna, sorpresi in un momento di intimità, che coprono le loro nudità attraverso semplici vesti.
Molte volte Inaco si è concentrato nelle raffigurazioni del compositore italiano Giacomo Puccini e non di rado offriva copie di un altro musicista, Giuseppe Verdi.

## Bassorilievi
La Parabola del figliol prodigo è un bassorilievo in bronzo, situato nella Cappella dell'ospedale civile di Viareggio. È suddiviso in quattro sezioni che delineano i momenti salienti della parabola evangelica. Nel primo segmento dell'opera si riconosce il momento della partenza del giovane dalla casa paterna; nella seconda sezione il giovane è visto come immerso nello sfarzo e nella lussuria; il terzo riquadro evidenzia l'errore che ha commesso il fanciullo peccatore, il quale viene rappresentato mentre piange in modo disperato e infine nell'ultima sezione, che indica il perdono e la riconciliazione, sia ha il ritorno alla casa del padre con l'amorevole abbraccio paterno.
La deportazione è un bassorilievo in legno di dimensioni 93*50 cm. La scena è la deposizione di Cristo nel Sepolcro. Si intravedono due donne che piangono amaramente per l'accaduto e altri personaggi che trasportano il corpo ormai senza vita di Gesù.
L’aratro evidenzia l'atteggiamento assunto da alcune personalità per la coltivazione dei campi. Sempre riguardante tale tematica, ovvero l'impegno arduo e debilitante di alcuni lavoratori, Inaco offre l'opera L’arrivo dei trabaccoli.
La cena dei gobbi è un'opera in legno, datata 1945, dove sono rappresentate molte persone mentre gozzovigliano e si rifocillano intorno ad una tavola bandita.

## Sculture

### I soggetti
Inaco rappresentava spesso il viso di anziani, di operai, di personaggi buffi, di preti di campagna, di frati, di personalità locali, di popolane.
Le figure sono colte nella quotidianità: il pescatore che annusa il vento per sapere che tempo farà, il venditore di castagnaccio che ha le movenze di un discobolo, la nonna che sorregge la bambina che fa la pipì in mezzo alla via.
Inaco decise di raffigurare non solo individui che mostrano la fatica del vivere quotidiano, ma anche di immortalare i volti innocenti di bimbi che sorridono ed ostentano serenità.

### Alcune opere scultoree
Salvataggio è una scultura in bronzo del 1963, con un'altezza di 65 cm, appartenente alla collezione Gioni. Per il soccorritore, oltre allo sforzo nel sorreggere il corpo del malcapitato, si assomma quello nel chiamare soccorso ai bagnanti.
La pipì e Mondinaia sono sculture in legno immagazzinate nell'archivio fotografico presso lo studio di Biancalana.
Castagnacciaio è una scultura in legno, 60 cm di altezza, riguardante venditori di castagnaccio, in particolare viareggini.
Inaco riprodusse le teste di Toscanini e Lincoln. Per la scultura del maestro Arturo Toscanini, l'artista viareggino utilizza un materiale da lui poco adoperato, ovvero il gesso.
La figlia di Krimer è un'opera in terracotta di cm 27, facente parte della collezione Fabbiani. È il volto della figlia del pittore Cristoforo Mercati, morta prematuramente con un tragico evento.
Nell'opera scultorea Paganini, del 1955, di cm 45, Inaco immortala il famoso violinista italiano. In questa scultura Biancalana non volle delineare precisamente i tratti raffiguranti il compositore, ma si soffermò come se considerasse il lavoro un semplice abbozzo.
Inaco diede forma anche a sculture di varie misure, raffiguranti personaggi strani e buffi del luogo come Amalo, Picciù, Tecla, Zinoni poste in collezioni private.
Con la scultura Don Basilio Inaco illustrò il personaggio dell'opera Il barbiere di Siviglia di Rossini.
Benedizione morti del mare è un'opera realizzata anche da Viani, dove una folla, con il prete celebrante la messa, si riunisce in preghiera e adorazione sulla spiaggia, per il ricordo dei loro cari. Nell'opera vengono onorati i morti che mai più torneranno dal mare, con affidamento alla speranza ultraterrena. In tale rappresentazione corale è evidente il forte senso di religiosità dell'artista.
Biancalana commissionò anche altre opere tipiche come La moglie del pescatore, Il vandalo, Lo scugnizzo, Il buontempone, Il darsenotto.

## L'Attesa
L’Attesa, secondo molti critici, rappresenta una delle creazioni più commoventi e comunicative di Inaco.
È una scultura in legno datata 1947 di altezza 95 cm, appartenente alla collezione Biancalana.
Il significato principale dell'opera è la speranza. La statua ritrae una famiglia che attende ansiosa l'arrivo del bastimento . L'atteggiamento dei cinque personaggi (il vecchio Navarca con la bambina che ne cinge le ginocchia, la sposa del marinaio con il figlio in braccio e la sorella del marinaio), benché statico nella postura e nella fissità degli sguardi che scrutano l'orizzonte, tuttavia dona la possibilità all'osservatore di rendersi partecipe della scena con grande emozione e commozione. Il dolore intimo e profondo è generato dall'ardente desiderio del ritorno. Ne L'Attesa i personaggi raffigurati sono immersi in un unico blocco compatto, in un abbraccio serrato, attraverso intensità espressiva e grande fisicità.
Inaco aveva sempre desiderato una sua opera collocata vicino al mare, al quale si sentiva molto affezionato. Infatti, dopo vari tentativi e permessi, il Comune approvò la sistemazione di una copia in bronzo della statua, di dimensioni maggiori. Così Gionata Francesconi, tra i più noti carristi del Carnevale di Viareggio, accettò il progetto e comunque apportò alcune modifiche personali al lavoro inizialmente compiuto in creta. Gionata ha recepito e assimilato le particolarità artistiche dello scultore viareggino tanto da restituire la valenza scenica. La scultura bronzea è situata sul Molo di Viareggio ed è posta sullo scoglio denominato lo “scoglio di Tito”, che in passato prima della distruzione della città da parte dei Tedeschi, costituiva da basamento ad un famoso ristorante di Viareggio. L'opera incarna la memoria delle più profonde radici del popolo viareggino e richiama senza dubbio anche il significato dell'affetto, della fratellanza e dell'amore reciproco. Si mostra come un'imponente struttura al cospetto della maestosità del mare.
L'inaugurazione dell'opera avvenne il 6 luglio 2007.
L'Attesa, molto cara alla città di Viareggio, testimonia con semplicità l'attaccamento dell'artista alla comunità viareggina.

### La fusione dell'opera
Il monumento de L'Attesa è stato realizzato con la tecnica della fusione a cera persa.
L'ingrandimento in creta dell'opera è stato curato da Gionata Francesconi partendo da un bozzetto originale in legno di Inaco Biancalana, per poi seguire varie fasi. Sul modello autentico è stato eseguito un negativo in gesso, dal quale sono state costruite varie copie in cera, successivamente ritoccate e ricoperte con materiale refrattario. Le forme ottenute sono state poste in una fornace ad alta temperatura fino a creare la fusione della cera; in seguito è stato colato il bronzo liquefatto che raffreddandosi ha assunto la forma della sagoma desiderata. Dopo tale fase Gionata ed i suoi collaboratori, hanno proceduto alla ripulitura del tutto e all'assemblaggio tramite la saldatura dei singoli pezzi dei personaggi rappresentanti l'opera. Alla fine si è passati alla patinatura, con la rispettiva colorazione della superficie mediante l'ossidazione naturale. Inoltre, la lavorazione è servita sia a rendere l'opera esteticamente più esaltante agli osservatori, sia ad una protezione contro gli elementi che determinano l'invecchiamento.

## Il tema del Cristo
Inaco Biancalana ricorreva spesso a tematiche sacre, in particolare legate alla figura del Cristo, sia per il profondo senso di fede cristiana che possedeva, ma anche per volere di molti committenti. I lavori con tale questione riguardano sia opere scultoree, sia ritratti che bassorilievi.
Inaco, per la scultura, diede forma a molte immagini del Cristo e in particolare del Crocifisso,con materiali come l'ebano e l'avorio.
Lo scultore non offriva sembianze “sacre” bensì intense distorsioni. Spesso Inaco non curava i particolari del volto di Cristo poiché secondo Inaco stesso “ abbozzato, rende meglio di ogni altra cosa quello che voleva esprimere”. Il Cristo assumeva quindi forme smilze, sottili, e il corpo era scolpito attraverso segnali demarcativi.
Riguardo ai ritratti, spesso Inaco ha immortalato per molti richiedenti il volto sofferente del Cristo, che ha subìto i segni inconfondibili del martirio. L'esempio principale riguarda l'opera Ecce Homo, compiuta con il metodo carboncino su cartone.

## Collezione Biancalana
Nella collezione Biancalana sono raccolte diverse opere che rispecchiano svariate tematiche.
Sono presenti riproduzioni di Vecchi marinai, alcune teste di Lupo di mare e altri lavori rimasti incompiuti.
Gli orfani è una scultura in legno nella quale viene immortalata l'amarezza e l'enorme desolazione per la scomparsa dei genitori. La nonna, nonostante il dramma ed il grande sconforto, cerca di consolare i suoi due nipoti tenendoli stretti a sé. Lo scultore in tale opera ricalca i lineamenti tristi e piangenti dei soggetti considerati, che si sentono trapassare dal tragico evento.
Il Trabaccolaro è una scultura in legno con un'altezza di 60 cm. Persona di stazza notevole, raffigurato in modo buffo, pescatore di mestiere, seduto a cavalcioni su una sedia.
Leda è un'opera ricavata da un pezzo di legno deformato. Raffigura, traendo spunto dalla mitologia, la trasformazione di Zeus in cigno per apparire nel suo pieno splendore agli occhi di Leda. Inaco identificò nell'opera la composizione metà uomo e metà animale.
Il timoniere è una scultura lignea di un navigante con possenti braccia mentre impugna e comanda in modo deciso un grande timone.
I ritratti facenti parte della collezione Biancalana, riguardano persone comuni e altre di una certa notorietà.

## Alcune opere presenti alla “Mostra decennale”
Il cieco: scultura in legno del 1945, con un'altezza di 52 cm, che ritrae un povero cieco, mentre fa gravare il proprio peso su un bastone che lo sorregge.
Il gorilla: scultura in legno del 1962, di altezza cm 120. Un muscoloso gorilla ripreso in un'opera dopo che lo stesso artista lo ritrasse in un dipinto come abbozzo del lavoro. La tenacia dell'animale e l'aspetto brutale ne sottolineano le sembianze e evidenziano il carattere avverso.
La Pietà: scultura di 116 cm, appartenente alla collezione Caravagna. Maria sorregge il corpo esanime del Figlio come se facessero parte di un unico immenso blocco, le cui superfici sono lavorate in ogni particolare.
Marinai all'argano è, invece, un bassorilievo in legno del 1945 di cm 60x120. I tre navigatori sono alle prese con una quotidiana fatica ed è come una sorta di sottomissione allo sforzo.
Pescatori cèe: bassorilievo in legno del 1946 di cm 80x150. Un mestiere molto praticato un tempo a Viareggio e si notano nella scultura in rilievo alcuni pescatori in riva al molo che aspettano la buona sorte nel pescare le anguille. Nelle loro mani sorreggono una lanterna per ottenere la luce necessaria.

## Lo studio
Lo studio di Biancalana rimane intatto in ogni particolare, così come lo stesso Inaco lo aveva lasciato.
Il figlio Giuseppe ha riacquistato parte delle opere del padre e ha deciso di collocarle nel luogo in cui Inaco Biancalana ha trascorso la maggior parte della vita nel compiere le sue opere. All'interno dello studio sono quindi posti molti lavori e alcuni dipinti del figlio Leandro, scomparso prematuramente. Sono conservati, inoltre, gli arnesi del mestiere, foto, ricordi, dediche, manuali, libri scritti in memoria di Inaco Biancalana, premi e altri riconoscimenti ritirati dall'artista in varie occasioni e numerose vicende immortalate nell'archivio fotografico.
Sono presenti nello studio anche svariati oggetti molto cari allo scultore come i cappelli che l'artista indossava, le macchine fotografiche dell'epoca e altre apparecchiature.
Nello studio di Inaco Biancalana sono rimasti anche dei lavori incompiuti, qualche abbozzo tra cui un Cristo di ebano, molti quadri e ritratti.

## Attestazioni ricevute
- Nel 1965 vinse il Concorso d'Arte Sacra a Lucca con un'opera da donare all'Arcivescovo della provincia.
- Nel 1965 ottenne il Primo Premio Teatro Manzoni Milano
- Nel 1971 conferì i titoli Accademia Teatino e Tiberino con Legion D'Oro
- Nel 1977 conseguì il primo premio “Ritrattista dell'anno” e “Cornice d'oro” alla Galleria d'Arte di Palazzo Doria a Genova e ricevette dal sindaco coppe e medaglie
- Nel 1978 vinse il Primo Premio Incontro con la Laguna Venezia
- Nel 1979 ottenne il Primo Premio Città di Viareggio
- Nel 2007 conseguì il Premio Gente di mare Viareggio

## Mostre ed esposizioni
- Nel 1939 espose le sue opere alla Galleria Pezzini di Viareggio e vinse i primi riconoscimenti.
- Nel 1940 partecipò alla mostra al Principe di Piemonte Viareggio
- Nel 1942 aderì alla Mostra Collettiva alla Galleria Nettuno di Viareggio, organizzata da Krimer, dove riscosse numerosi consensi
- Nel 1945 allestì un'esposizione al Salone di via Condotti a Roma
- Nel 1948, su richiesta della Sig.ra Viani, partecipò con alcune opere alla mostra postuma di Viani tenutasi al Casinò di San Remo
- Nel 1966 espose alla Galleria d'Arte – Casa a Pisa ottenendo forte successo di critica e di vendita
- Nel 1967 espose a Camp Darby (Livorno)